# Kerkakutas
Kerkakutas es un pueblo ubicado en el condado de Zala, Hungría.

## Superficie
Posee una superficie de 20,07 kilómetros cuadrados.

## Demografía
Hasta 2021 la población era de 103 habitantes, con una densidad de población de 5,13 habitantes por kilómetro cuadrado. En 2011 el 96,7% de la población estaba conformada por húngaros y la religión predominante era el catolicismo.